# 马来西亚—乌克兰关系
马来西亚－乌克兰关系（英語：Malaysia–Ukraine relations）是马来西亚与乌克兰的关系。两国于1992年3月3日建立外交关系，马来西亚是最早承认乌克兰独立的国家之一。乌克兰在吉隆坡设有大使馆，并兼辖菲律宾。马来西亚在基辅设有大使馆，并兼辖喬治亞。

## 政治交流
2003年7月13日，时任马来西亚首相马哈迪·莫哈末抵达乌克兰展开为期4天的访问。期间他访问了乌克兰首都基辅，以及敖德萨和克里米亚。
2022年俄罗斯入侵乌克兰期间，时任马来西亚首相依斯迈沙比里于2月24日在推特上表示，希望乌克兰和俄罗斯之间能够尽快达成和平解决方案，随后成功解决冲突。之后，伊斯迈沙比里与马来西亚外交部对乌克兰的发展感到悲伤，表明马来西亚的重点将是确保旅居乌克兰的马来西亚人的安全，并未对俄罗斯的行动给予任何说法。随后，乌克兰驻马大使奥利山在接受BFM电台访问时表示希望马来西亚政府可以对俄罗斯入侵乌克兰一事，表明更明确的立场。过后，依斯迈沙比里表示马来西亚极度关注乌克兰的冲突升级，并强烈敦促各造立即采取措施缓和局势，防止伤亡与破坏。”他发文告表示在这个“关键时刻”应要加倍努力，根据国际法与《联合国宪章》，通过对话与谈判“和平友好”地解决冲突，承诺马来西亚将继续支持这些努力，维护地区与国际的和平与安全，促进繁荣。《当今大马》报道指出首相发表的声明中没有提及“俄罗斯”或“入侵”相关词语，引起首相新闻秘书的回应。他对媒体的表现感到失望，已从声明中“明显转移”和“故意错误引用一个词”。
2024年11月19日，乌克兰驻马来西亚临时代办辦丹尼斯·米哈伊柳克（Денис Михайлюк）在吉隆坡举行俄罗斯入侵乌克兰战争进入第1000天的纪念活动中，呼吁马来西亚提供人道主义援助，尤其是电子器材。米哈伊柳克对马来西亚在联合国的支持表示深切感谢，包括投票支持谴责战争的决议。他感谢马来西亚首相安华在去年的联合国大会上明确谴责了俄罗斯的侵略行为，并赞扬马来西亚私营企业和公民对乌克兰的贡献，指出这些贡献已经超过政府援助的规模。

## 军事

### 马来西亚公民参与战争的争议
2024年1月，乌克兰国家抵抗中心的一份报告指出，有马来西亚人与俄罗斯人一起在乌克兰东部顿涅茨克地区充当雇佣军。报告称，在由俄罗斯军队及其代理人控制之下的顿涅茨克发现来自马来西亚的雇佣军，并有一名前瓦格纳集团成员和翻译陪同下，正在接受协助俄罗斯对抗乌克兰的训练。马来西亚皇家警察总警长拉扎鲁丁·胡先表示，即使在欧洲同行的帮助下进行进一步调查后，他们没有关于大马公民卷入俄罗斯和乌克兰战争的任何信息，但他提醒公众，警方不会向任何充当雇佣军或恐怖分子的人妥协。3月13日，马来西亚內政部在国会回应有大马公民在顿涅茨克充当雇佣军的书面答复表示，他们没有关于马来西亚人加入俄罗斯军队在乌克兰东部当雇佣兵的信息，并敦促谨慎对待来自社交媒体的信息。
2024年10月，社交媒体上报导俄罗斯军队占领乌克兰据点后，在扎波罗热省莱瓦德内发现一名来自玻璃市的20岁马来西亚人的身份证和驾驶执照，据称这些所谓的身份证件是俄罗斯军队夺取的“战利品”之一。马来西亚外交部对此表示无法证实在乌克兰冲突地区发现一名马来西亚青年的身份证件的说法。11月4日，马来西亚皇家警察总警长拉扎鲁丁·胡先表示，证实一名大马公民Lee Bing Hang加入乌克兰国际军团，他是马来西亚在乌克兰的唯一一名志愿兵。